# Marosberkes község
Marosberkes község (románul: Comuna Birchiș) község Arad megyében, Romániában. Központja Marosberkes, beosztott falvai Kápolnás, Marossziget, Szádvörösmart.

## Népessége
A 2011-es népszámlálás adatai alapján a község népessége 1854 fő volt.